# 순대볶음

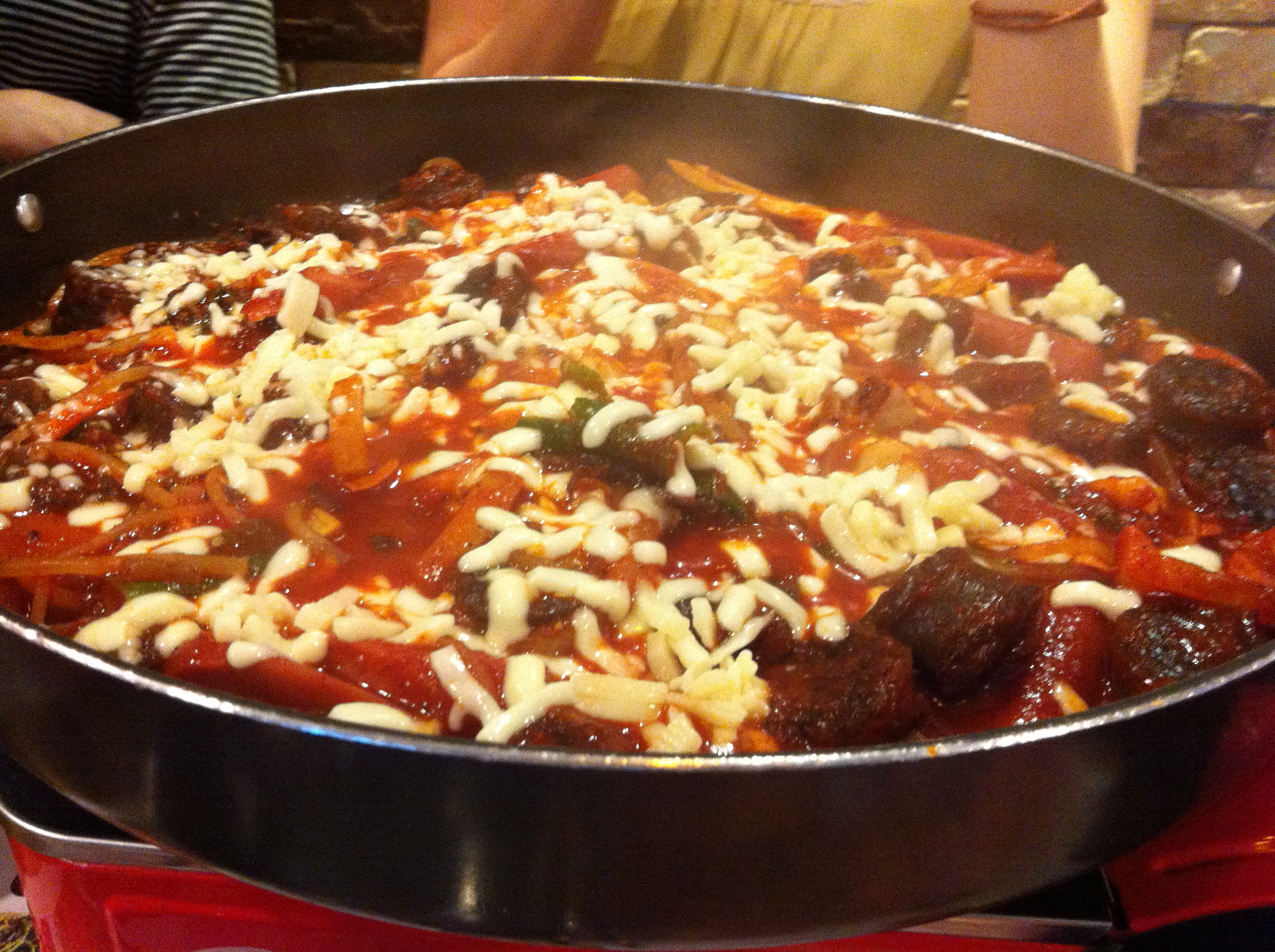
모짜렐라 치즈를 올린 퓨전식 순대볶음

순대볶음은 순대와 곱창을 같이 섞어서 볶는 요리이다. 맛은 매콤하게 만드는 경우가 일반적이다.